# Chéhéry
Chéhéry è un ex comune francese di 141 abitanti situato nel dipartimento delle Ardenne nella regione del Grand Est. Il 1º gennaio 2016 Chéhéry è stato accorpato a Chémery-sur-Bar, creando il nuovo comune di Chémery-Chéhéry, del quale ora Chéhéry è comune delegato.

## Società

### Evoluzione demografica
Abitanti censiti